# محمد أبو دهيم
محمد طارق أبو دهيم لاعب كرة قدم سعودي ، في مركز الوسط ، يلعب حاليا مع نادي الوصيل.

## مسيرة اللاعب
مثل نادي النصر في الفئات السنية و لعب بعدها مع نادي الدرعية ونادي الرياض ونادي أشيقر ونادي الأنوار ونادي الوصيل.